# Karl A. Köhler
Karl A. Köhler (* 10. September 1942 in Breslau) ist ein ehemaliger deutscher Diplomat.

## Leben
Karl Köhler studierte Rechtswissenschaften an den Universitäten in Freiburg, Wien und Göttingen. Nach dem Eintritt in den Auswärtigen Dienst 1972 folgten Verwendungen am Generalkonsulat in Lyon und an der Botschaft in Indien (Kulturabteilung). Von 1977 bis 1981 war er Fachbereichsleiter an der damaligen Diplomatenschule in Bonn, bevor er anschließend bis 1984 Ständiger Vertreter des Botschafters der Bundesrepublik Deutschland in Neuseeland war. Danach war Karl Köhler von 1984 bis 1988 Leiter der Kulturabteilung an der Botschaft der Bundesrepublik Deutschland in Mexiko. Von 1988 bis 1990 war er Stellvertretender Leiter eines Referats im Auswärtigen Amt in Bonn. Danach war Karl Köhler ab 1991 Generalkonsul in Palermo/Italien sowie ab 1993 Ständiger Vertreter des Botschafters der Bundesrepublik Deutschland in Nigeria (Lagos). 1996 bis 2001 war er Leiter der Kulturabteilung der Botschaft der Bundesrepublik Deutschland in Japan. Von 2001 bis August 2004 war Köhler Ständiger Vertreter des Botschafters der Bundesrepublik Deutschland in Schweden. Anschließend leitete er bis zu seiner Versetzung in den Ruhestand im Jahre 2007 die Deutsche Botschaft in Santo Domingo (Dominikanische Republik).
| Vorgänger                     | Amt                                              | Nachfolger        |
| ----------------------------- | ------------------------------------------------ | ----------------- |
| Eva Alexandra Gräfin Kendeffy | Deutscher Botschafter in Santo Domingo 2004–2007 | Christian Germann |

| Personendaten    | Personendaten                      |
| ---------------- | ---------------------------------- |
| NAME             | Köhler, Karl A.                    |
| ALTERNATIVNAMEN  | Köhler, Karl                       |
| KURZBESCHREIBUNG | deutscher Diplomat und Botschafter |
| GEBURTSDATUM     | 10. September 1942                 |
| GEBURTSORT       | Breslau                            |